# Тюркотт, Жан-Клод
Жан-Клод Тюркотт (фр. Jean-Claude Turcotte; 26 июня 1936, Монреаль, Канада — 8 апреля 2015, там же) — канадский кардинал. Титулярный епископ Суаса и вспомогательный епископ Монреаля с 14 апреля 1982 по 17 марта 1990. Архиепископ Монреаля с 17 марта 1990 по 20 марта 2012. Кардинал-священник с титулом церкви Ностра-Синьора-дель-Сантиссимо-Сакраменто-э-Санти-Мартири-Канадези с 26 ноября 1994.

## Награды
- Офицер ордена Канады (1997) [2]